# Katharine Hayhoe
Katharine Hayhoe (ur. 15 kwietnia 1972 w Toronto) – amerykańska klimatolog i naukowiec atmosferyczny. Jest również profesorem nauk politycznych na Texas Tech University w Stanach Zjednoczonych, gdzie jest dyrektorem Climate Science Center. Założycielka i dyrektor generalny organizacji ATMOS Research. Współautorka niektórych raportów National Academy of Sciences (NAS).
Hayhoe jest ewangeliczną chrześcijanką, która na swoich wykładach często odnosi się do wiary. Jej mąż jest pastorem. 

## Biografia
Hayhoe uzyskała licencjat z fizyki i astronomii na Uniwersytecie w Toronto. Magisterium uzyskała na Uniwersytecie Illinois w Urbanie i Champaign, a jej doktorat dotyczył pochodzenia i wpływu metanu w atmosferze. Z Texas Tech University związana jest od 2005 roku. Jej praca zaowocowała ponad 125 recenzowanymi artykułami, streszczeniami i innymi publikacjami.   
W 2014 roku, razem z Kathryn Sullivan umieszczona została przez magazyn Time, wśród 100 najbardziej wpływowych ludzi na świecie, z powodu ich wkładu społecznego w dziedzinie zmian klimatu.
Wspólnie z mężem napisała książkę „A Climate for Change: Global Warming Facts for Faith-Based Decisions” (Klimat zmian. Fakty na temat globalnego ocieplenia pomocne w naszych codziennych decyzjach).